# Geronay Whitebooi
Geronay Michaela Whitebooi, née le 2 janvier 1996, est une judokate sud-africaine.

## Biographie
Elle remporte la médaille de bronze dans la catégorie des moins de 48 kg aux Jeux africains de 2023 à Accra.

## Palmarès
| Année | Compétition            | Lieu         | Résultat | Catégorie      |
| ----- | ---------------------- | ------------ | -------- | -------------- |
| 2018  | Championnats d'Afrique | Tunis        | 3e       | Moins de 48 kg |
| 2019  | Championnats d'Afrique | Le Cap       | 1re      | Moins de 48 kg |
| 2019  | Jeux africains         | Rabat        | 2e       | Moins de 48 kg |
| 2020  | Championnats d'Afrique | Antananarivo | 1re      | Moins de 48 kg |
| 2022  | Championnats d'Afrique | Oran         | 3e       | Moins de 48 kg |
| 2023  | Championnats d'Afrique | Casablanca   | 3e       | Moins de 48 kg |
| 2024  | Jeux africains         | Accra        | 3e       | Moins de 48 kg |